# Esma Redžepova
Esma Redžepova (makedonska: Есма Реџепова), född 8 augusti 1943 i Skopje, död 11 december 2016 i Skopje, var en makedonsk-romsk sångare.

## Biografi
Redžepovas musikkarriär började vid en tidig ålder och förutom sin sång har hon även fått erfarenhet som skådespelerska under sin mycket långa karriär. Hon är även känd för sin humanitära kamp och har blivit nominerad till att få Nobels fredspris.

## Karriär

### Eurovision Song Contest 2006
I mars 2006 deltog hon i Makedoniens uttagning till Eurovision Song Contest 2006 tillsammans med den albansk-makedonske sångaren Adrian Gaxha. Deras bidrag hette "Ljubov e" och slutade på andra plats i finalen efter att ha fått 6866 poäng. Vann gjorde Elena Risteska på 6999 poäng.

### Eurovision Song Contest 2013
Den 29 december 2012 blev det klart att Redžepova skulle representera Makedonien i Eurovision Song Contest 2013 tillsammans med Vlatko Lozanoski, detta efter att ha valts ut internt av MRT. Bidraget placerade sig på 14:e plats i delfinal 2 och kvalade därför inte in i finalen.